# こみかるみっちゃん
こみかるみっちゃん（本名非公表）は、日本の音楽プロデューサー、歌手、作詞家、作曲家、編曲家、キーボーディスト。

## 概要
2011年よりYoutubeにのみ楽曲を発表するという独自のスタイルでアーティスト活動を開始。
ポップ・ミュージックとシュールな笑いを織り交ぜて独自の世界観を表現しており、作詞、作曲、編曲（プログラミング）、ボーカルを表現し、
自らPV編集も全て自身で行うスタイルが特徴である。
2018年より活動を本格化、恵比寿マスカッツ神崎紗衣とクロちゃんのコラボ楽曲「だって恋だしん」を始め、様々なアーティストのサウンドと映像プロデュース、溝ノ口にあるLIVEハウス溝ノ口劇場とのコラボレーションや、長崎オランダ村にてLIVEツアーを行ったりと多角的かつ勢力的な活動を行っている。
2019年7月20日には初のワンマンライブを大成功に収め、2019年、2022年にはみっちゃん主催の「COMICAL GALAXY FES.」が行われた。
また、自身のレーベルである「ギャラクシーみっちゃんレコーズ」の代表として多くのアーティストのリリースがされている。

## ディスコグラフィ
シングル
「こみかるみっちゃん visits.溝ノ口劇場」名義
•   溝撃 -MIZOGEKI-
「こみかるみっちゃん Eats. 溝ノ口カレー」名義
・スパイシー劇情 2021年9月1日配信
読売テレビ「音力」12月度エンディングテーマ
読売テレビ「すもももももも！ピーチCAFÉ」12月度エンディングテーマ
読売テレビ「キューン！」12月度エンディングテーマ

## プロデュース・楽曲提供など、その他
プロデュース
- Erika　OK BOYY(2018年12月19日)
- 大地あきお　長崎雨情 c/w長崎どいどい節(2019年4月10日)
- naco.　キミヘザクラ(2020年2月22日) きんぎょぎんぎよ音頭(2021年8月6日) いつのまにか(2021年10月27日)
- リッキーフレーリー 　ナイト・オブ・ザ・ラビングデッド(2020年10月21日)、シン★イカすぜイカ野郎(2021年5月14日)、Lumière(2022年1月27日)
- 宮坂恵美　祈り(2020年7月7日)、アネハヅル(2021年2月26日)

楽曲提供など、その他
- 恵比寿マスカッツ&クロサッキー　だって恋だしん(2019年5月13日)：作曲/編曲を担当
- はるな愛　タピオカの夏(2021年7月7日)：編曲を担当
- Yayoi　恋(2020年7月17日)：編曲を担当
- 河崎千尋　なにげないこと(2018年3月31日)：編曲を担当
- 英怜奈　キラキラナツヤスミ(2018年8月6日)：MV制作を担当
- VEins　FIRE IN THE HOLE(2021年6月25日)：ギャラクシーみっちゃんレコーズよりデジタルリリース(流通のみ)
- SHOW-WA　君の王子様(2024年)：作曲を担当

## 出演
レギュラー
- ぐるっ人川崎(毎月第3週レギュラー 2019- かわさきFM)
- エクササイズチャンネルTV(毎月第4週レギュラー 2019-)